# Marjorie Boulton
Marjorie Boulton (Teddington, 1924. május 7. – 2017. augusztus 30.) brit író, költő, eszperantista, aki angol és eszperantó nyelven írta műveit.

## Művei

### Eszperantóul
- Kontralte (1955)
- Kvarpieda kamerado (1956)
- Cent ĝojkantoj (1957)
- Eroj kaj aliaj (1959)
- Virino ĉe la landlimo (1959)
- Zamenhof, aŭtoro de Esperanto (1962)
- Dek du piedetoj (1964)
- Okuloj (1967)
- Nia sango: teatraĵo por ok personoj (1970)
- Ni aktoras: tri komedietoj (1971)
- Rimleteroj korespondaĵoj kun William Auld (1976)
- Poeto fajrokora: la verkaro de Julio Baghy (1983)
- Faktoj kaj fantazioj (1984)
- Ne nur leteroj al plum-amikoj: Esperanta literaturo – fenomeno unika (1984)
- Du el (1985)